# 兴福镇 (绥化市)
兴福镇，是中华人民共和国黑龙江省绥化市北林区下辖的一个镇。
2016年8月10日，黑龙江省民政厅批复同意撤销兴福乡，设立兴福镇。

## 行政区划
兴福镇下辖以下地区：
二龙村、兴福村、福顺村、新城村、隆太村、金林村、透井村、民权村和聚宝村。